# THC Hurley
Maillots
THC Hurley est un club de hockey sur gazon néerlandais basé à Amsterdam. Le club sort au plus haut niveau (division principale) 2019-2020 pour les dames et les hommes.

## Club
Hurley a été fondée le 12 juillet 1932 à Amsterdam. Le premier emplacement était la Van Hoogendorpstraat dans le Staatsliedenbuurt. Au fil des ans, le club a déménagé successivement de Museumplein et Zuidelijke Wandelweg en 1948 à Amsterdamse Bos.
Une petite cabane servait de club-house et c'est aussi devenu le nom du magazine du club : "De Keet". Mais les développements ont été rapides. En 1962, un nouveau club-house est conçu par l'architecte Clim Meyer. En 1983, le premier terrain en gazon artificiel a été posé et en 1999 le troisième.
Hurley a continué de croître et avec plus de 2000 membres, c'est maintenant l'un des plus grands clubs de hockey des Pays-Bas. Une décision pour un autre nouveau club-house était nécessaire, car avec son grand nombre de membres, Hurley avait complètement dépassé son club-house. Le 21 septembre 2003 le nouveau club-house a été inauguré.

## Nom
Le nom du club vient du jeu de balle irlandais "Hurling". Le hurling est une combinaison de rugby, de football et de hockey, dans laquelle un hurley, une sorte de bâton, est joué. C'est un sport très rapide et rude, dans lequel les blessures graves se produisent rarement. Le hurling était déjà un jeu populaire dans la mythologie celtique. À ce jour, l'Irlande continue d'accueillir des championnats annuels de hurling.

## Tenue
Le kit domicile de Hurley se compose d'une chemise bleue et grise avec écusson du club, d'un short/jupe bleu foncé et de chaussettes bleu foncé avec un écusson du club brodé sur le devant.
Le kit extérieur de Hurley se compose d'une chemise rouge/rouge foncé avec écusson du club et col blanc, d'un short/jupe blanc et de chaussettes blanches avec un écusson du club brodé sur le devant.
À partir de la saison 18/19, Hurley est passé à la marque Osaka en termes de marque de vêtements.

## Performance
Dans tous les cas, Ladies 1 a joué dans la 'Overgangsklasse' à partir de la saison 2006-2007, jusqu'à ce qu'elle soit promue dans la grande ligue néerlandaise à la fin de la saison 2009-2010. Dans la grande ligue néerlandaise, ils se sont hissés à une position intermédiaire et ils ont terminé à la 6e place de la saison 2012-2013. Lors de la saison 2013-2014, ils ont réalisé leur meilleur classement de tous les temps : 5e.
Jusqu'à la saison 2008-2009, Heren 1 jouait fréquemment dans la 'Overgangsklasse'. Au cours de la saison 2009-2010, Heren 1 a joué dans la grande ligue néerlandaise. Lors du dernier match de la saison, le SCHC a perdu dans un match direct, ce qui a entraîné la relégation de Hurley dans la «Overgangsklasse».
Au cours de la saison 2010-2011, Hurley a de nouveau été promu dans la grande ligue néerlandaise après une passionnante "série play-in / play-out" de 6 matchs contre Schaerweijde et HDM respectivement. Cela fera 11 ans que Hurley n'a pas joué avec les deux meilleures équipes de cette classe en même temps. Le dimanche 5 mai 2013, Hurley est redevenu champion de la 'Overgangsklasse' avec une victoire 9-3 sur Push. En conséquence, lors de la saison 2013-2014, les femmes 1 et les hommes 1 joueront à nouveau dans la cour des grands néerlandaise. Heren 1 a réussi à rester dans la grande ligue néerlandaise pour la première fois en 12 ans sans play-outs cette saison : ils ont terminé à la 8e place.

## Joueurs notables
Pays-Bas
- Maartje Cox[1]
- Sabine van Silfhout[2]
- Margot Zuidhof[3]
- Marente Barentsen[4]

Écosse
- Kenny Bain[5]
- David Forsyth

Irlande
- Andy McConnell
- Phelie Maguire

Afrique du Sud
- Justin Reid-Ross (en)